# NGC 656
NGC 656 je galaksija u zviježđu Ribe.

## Vanjske poveznice
- SEDS: NGC 0656